# Пол Куїнн
Пол Куїнн (англ. Paul Quinn, нар. 26 грудня 1951) — британський рок-музикант, засновник гурту Saxon. 
Народився у Барнслі 1951 року. З дитинства полюбляв гучну музику, захоплювався рок-гуртами. Грати на гітарі почав рано. Сучасний стиль гри Пола вкрай схожий на стиль Скотта Горхема, але все ж, зрештою, своєрідний і неповторний. Увесь музичний доробок музиканта належить гуртові Saxon.
1. ↑  Discogs — 2000.